# Parapallene virgosa
Parapallene virgosa är en havsspindelart som beskrevs av Child, C.A. 1996. Parapallene virgosa ingår i släktet Parapallene och familjen Callipallenidae. Inga underarter finns listade i Catalogue of Life.